# Falcsik Dezső
Falcsik Dezső (Törökszentmiklós-Kengyel, 1862. február 13. – Budapest, 1924. november 5.) magyar jogász, egyetemi tanár, újságíró, lapszerkesztő.

## Életpályája
Falcsik István és Praunseitz Terézia fiaként született. Középiskolai tanulmányait Budapesten és Sopronban végezte el. A Budapesti Egyetemen jogot tanult. Több évi pesti és vidéki joggyakorlat után 1891–1992 között Vác aljegyzője, egyúttal a Váci Hírlap felelős szerkesztője volt. 1893-tól az Egri Érseki Jogakadémia helyettes, 1896-tól rendes tanára volt. 1896-ban a Budapesti Egyetemen magántanári képesítést szerzett. 1900-tól a pozsonyi jogakadémia rendes tanára volt. 1914-től a pozsonyi egyetemen a polgári törvénykezés tanára volt. 1914–1924 között az Erzsébet Tudományegyetem Jog- és Államtudományi Karának egyetemi tanára volt. 1914–1922 között a Polgári Perjogi Tanszék vezetője volt. 1914–1915 között a Pozsonyi Egyetem első rektora volt. 1914–1915 között, valamint 1922–1924 között dékán volt. 1921–1924 között a Közigazgatási és Pénzügyi Jogi Tanszéket vezette. Halálát gyomorrák okozta. Felesége Velzer Margit volt

## Művei
- A közigazgatási jog alapkérdései (Eger, 1895)
- Közigazgatási bíráskodás (Eger, 1897)
- Magyar közigazgatási jog (Budapest, 1900)
- A polgári perjog tankönyve (Pozsony, 1907)